# Бочков Дмитро Панасович
Дмитро́ Пана́сович Бочко́в (* 1887, місто Остер Чернігівської губернії, нині Козелецького району Чернігівської області — † 1982) — український бібліограф, краєзнавець.

## Біографія
1908 року Дмитро Бочков закінчив Чернігівську духовну семінарію. Навчався в Московському археологічному інституті (1915).
У 1909–1915 роках працював у Контрольній палаті міста Вільно (нині Вільнюс), у 1915–1916 роках — у публічній бібліотеці Рум'янцевського музею в Москві.
1917 року Бочков переїхав у Черкаси. 1918 року заснував Черкаський краєзнавчий музей, в якому працював 16 років.
У 1934–1941 роках Бочков був коректором, завідувачем відділу рукописів і стародруків Державної історичної бібліотеки України в Києві. Під час Німецько-радянської війни, у 1941–1944 роках, працював коректором, відповідальним секретарем у редакціях районних газет Саратовської області. 1944 року повернувся до Києва і до виходу на пенсію працював на різних посадах в Міністерстві освіти Української РСР.
Від 1906 року був членом Чернігівської губернської вченої архівної комісії.

## Пам'ять
В Черкасах існує провулок Дмитра Бочкова.